# Генгенбах
Генгенбах (њем. Gengenbach) град је у њемачкој савезној држави Баден-Виртемберг. Једно је од 51 општинског средишта округа Ортенау. Према процјени из 2010. у граду је живјело 11.087 становника. Посједује регионалну шифру (AGS) 8317034.

## Географски и демографски подаци
Генгенбах се налази у савезној држави Баден-Виртемберг у округу Ортенау. Град се налази на надморској висини од 175 метара. Површина општине износи 61,9 km². У самом граду је, према процјени из 2010. године, живјело 11.087 становника. Просјечна густина становништва износи 179 становника/km².

## Међународна сарадња
| Мјесто | Држава     | Врста сарадње | Од    |
| ------ | ---------- | ------------- | ----- |
| Оберне | Француска  | партнерство   | 1958. |
|        | Швајцарска | контакт       | 2000. |
| Извор  |            |               |       |